# Clap Your Hands (Kungs)
Clap Your Hands is een nummer van de Franse dj Kungs uit 2022. Het is de vijfde en laatste single van zijn tweede studioalbum Club Azur.
Het nummer is een herbewerking van Happy Song van de Italiaanse band Baby's Gang. "Clap Your Hands" is een vrolijk uptempo nummer dat luisteraars aanmoedigt uit hun dak te gaan. De plaat werd een bescheiden hit in Kungs' thuisland Frankrijk, waar het de 19e positie bereikte. In het Nederlandse taalgebied deed de single niets in de hitlijsten.

## Tracklijst
Muziekdownload
1. "Clap Your Hands" - 3:09